# Tizi N'Berber
Tizi N'Berber è un comune dell'Algeria, situato nella provincia di Béjaïa.